# Dieta Dukan

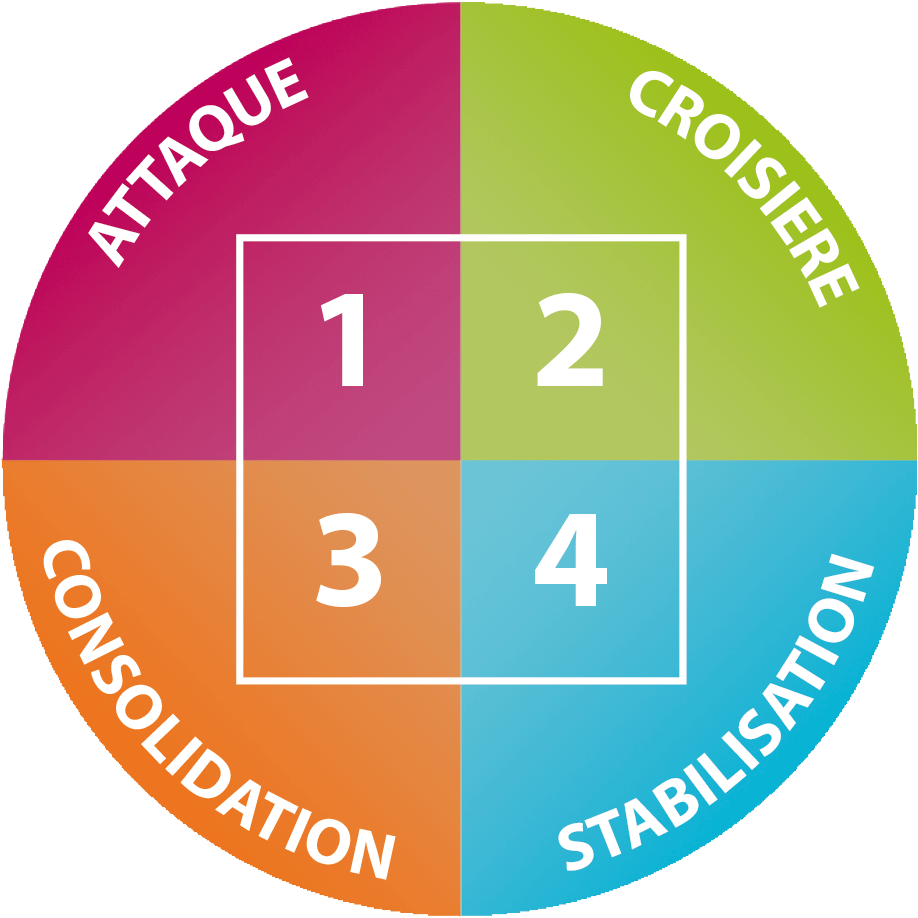
Cele 4 faze ale dietei Dukan.

Dieta Dukan este o dietă de tip proteic inventată de medicul francez Pierre Dukan. Cu toate că această cură datează de mai bine de 30 de ani, ea a câștigat popularitate doar ulterior publicării cărții „Dieta Dukan”, în anul 2000. Pierre Dukan și-a promovat de asemenea planul de slăbire prin intermediul internetului, lansând un site, dar și un serviciu de coaching online și un magazin online. Dieta Dukan este de asemenea recunoscută ca regimul protal – de la proteine și alternanță.

## Scurt istoric al dietei
Ca tânăr medic generalist la Paris, doctorul Pierre Dukan s-a confruntat în anul 1975 cu un prim caz de obezitate, încercând să găsească o alternativă la dietele standard din acel moment, asemănătoare în principiu, mergând pe ideea de reducere a porțiilor și implicit a numărului caloriilor ingerate. 
Doctorul Dukan a fost preocupat și de ceea ce se întâmplă cu cei care țin o dietă și după o anumită perioadă, când apare la majoritatea persoanelor reîngrășarea. Așa a apărut ideea conceperii unui regim în patru faze, dintre care ultimele două sunt destinate păstrării noii greutăți și la finele regimului de slăbire.
La 20 de ani de la începuturile aplicării principiilor dietei, doctorul Dukan a publicat și cartea regimului Dukan, Je ne sais pas maigrir*,  care concentra întreaga sa experiență acumulată până în acel moment în tratarea obezității și a supraponderalității. 

## Tipul dietei și principiile sale
Planul de slăbire Dukan este conceput în așa fel încât să fie favorizat consumul proteinelor în detrimentul lipidelor și glucidelor. Este asadar vorba despre un regim de tip proteic, însă în același timp este și o dietă hipocalorică, pentru că reducerea numărului de lipide și glucide consumate conduce automat la un aport caloric mai mic.
Prin reducerea absorbției de glucide și lipide, organismul va fi obligat să apeleze la propriile rezerve adipoase pentru ca mușchii să poată continua să funcționeze. Datorită acestui mod de alimentație, organismul va începe să producă corpi cetonici, care vor trebui să fie filtrați de către rinichi. Acest fapt îi va solicita suplimentar, așa că se impune suplimentarea cantității de apă ingerată.

## Principiile și etapele dietei Dukan
Planul alimentar Dukan se bazează pe o listă de 100 de alimente permise, 72 dintre acestea fiind de proveniență animală (carne slabă de pasăre, vită sau iepure, pește și fructe de mare, proteine vegetale – tofu, lactate cu 0% grăsime și ouă de găină), 28 de proveniență vegetală (în special legume verzi). În ultimii ani, regimul a adăugat listei alimentelor permise tărâțele de ovăz, uleiul de măsline sau de rapiță și fructele goji, consumate în cantități limitate.
Regimul are în total patru etape, iar recomandarea este de a le parcurge pe toate pentru ca eficiența lui să fie maximă, atât în ceea ce privește pierderea în greutate, cât și menținerea rezultatelor obținute.

### Faza I – de atac
Întâia fază a dietei Dukan este cea de atac, denumită și faza proteinelor pure, prescurtat PP. Schimbarea radicală a alimentației și utilizarea exclusivă de alimente proteice va determina o pierdere rapidă în greutate. În această etapă se vor consuma exclusiv cele 72 de alimente de origine animală permise (carne slabă de vită și vițel, carne de pasăre, mai puțin de rață și gâscă, carne de iepure, pește, fructe de mare, ouă, lactate cu 0% grăsimi), jambonul slab de curcan sau de pui. 
Cantitatea de alimente nu este restricționată în nici un fel, cu excepția gălbenușului de ou și este obligatoriu consumul a cel puțin un litru și jumătate de apă. Se pot consuma de asemenea și băuturi răcoritoare light, cu condiția ca acestea să nu aibă mai mult de o calorie per pahar și să nu conțină pulpă de fruct.
În plus, în această etapă  este recomandat consumul unei linguri și jumătate de tărâțe de ovăz în fiecare zi. Tărâțele de ovăz, fără a aduce un aport caloric semnificativ, sunt bogate în pectine și fibre solubile, contribuind la stabilizarea nivelului de zahăr din sânge și la diminuarea nivelului colesterolului. 
Tot în această etapă este permis consumul a unei linguri de fructe goji pe zi, fără ca acest lucru să fie obligatoriu, cum se întâmplă în cazul tărâțelor de ovăz.
Faza I durează între 1 și 10 zile în funcție de numărul de kilograme de slăbit. În mare, se recomandă o fază de atac de 3 zile pentru mai puțin de 10 kilograme de pierdut, de 5 zile pentru o țintă de 10-20 de kilograme și de 7-10 zile pentru mai mult de 20 de kilograme de pierdut. Nu este indicat ca această etapă să dureze mai mult de 10 zile.

### Faza II – de croazieră
În această etapă se alternează practic două diete: cel de proteine, corespunzător primei etape Dukan, și cel de proteine + legume, care adaugă  listei de 72 de alimente de origine animala cele 28 de alimente de origine vegetala (respectiv legumele, cu excepția feculentelor – orez, cartofi, mazăre, morcovi, dar și a porumbului) din lista de alimente permise în regimul Dukan. 
Toate alimentele permise vor fi gătite fără adaos de grăsime, iar consumul de apă trebuie în continuare favorizat.
Așa cum am arătat deja, în această etapă se vor alterna zilele de proteine (PP) cu cele în care se pot combina proteinele și legumele (PL), după cum urmează:
- " cel mai eficient ritm este de 5 zile PP/ 5 zile PL pentru persoanele care își doresc să slăbească semnificativ. Acest ritm ofera cea mai mare eficienta dar este si cel mai greu de urmat.
- 1 zi PP / 1 zi PL pentru persoanele cu vointa slaba sau cele care nu au de slabit mai mult de 10 kg. O astfel de cadenta poate fi folosita ca pauza pentri cei ce tin cadenta 5/5 o lunga perioada de timp
- alt ritm 2 zile pp / 5 zile PL
- sau 2/0, adica 2 zile proteine pure cu 5 zile mancat normal, fara excese in aceste 5 zile - bun pentru femeile slabe cu celulita" - Pierre Dukan - Nu stiu sa slabesc - paginile 99 - 100

Varianta 1 zi PP / 1 zi PL este recomandată și pentru a evita carențele vitaminice ce pot apărea datorită consumului exclusiv de proteine. Această etapă va dura până la obținerea greutății ideale.

### Faza a III-a – de consolidare
Această etapă începe să adauge, rând pe rând, listei de  alimente permise, diverse alte alimente, însă în cantități mici, pentru ca cel care a slăbit să se obișnuiască treptat cu ele.
Aceste alimente sunt:
- 2 felii de pâine integrală pe zi
- 1 porție (40 de grame) de brânză pe zi
- 1 porție de fructe pe zi (un fruct)

În plus, este permis o dată pe săptămână consumul la alegere a:
- o porție de paste (aproximativ 200-220 de grame)
- 200 de grame mămăligă, cuș cuș sau bulgur
- o porție de linte sau mazare (200-220 de grame)
- 150 de grame de orez alb sau 220 de grame de orez integral

Tot în această etapă se pot introduce o parte dintre tipurile de carne interzise până în acel moment, respectiv de miel sau de porc, însă doar porțiunile mai puțin grase. Există și o masă de sărbătoare, saptămânală, în care este permisă o masă obișnuită, compusă din aperitiv + fel principal + desert, în cantități rezonabile.

O altă prevedere a dietei Dukan este ca joia să fie respectată Faza I, respectiv cea în care se consumă exclusiv proteine.
Durata fazei III: cate 10 zile pentru fiecare kg pierdut in primele 2 faze.

### Faza a IV-a – de stabilizare
Este ultima și cea mai ușoară fază a regimului, care va trebui de fapt să fie respectată pe parcursul întregii vieți a subiectului.
Are câteva reguli foarte ușor, dar obligatoriu, de respectat:
- se continuă respectarea regimului de tip PP joia
- se consuma 3 linguri de tărâțe de ovăz în fiecare zi
- se efectua în fiecare zi mișcare – de exemplu se va renunța la ascensor în favoarea urcatului și coborâtului pe jos al scărilor

## Controverse
Cu toate că dieta a fost urmată cu succes de numeroase persoane de-a lungul timpului, au existat și numeroase voci împotriva ei. 
În primul rând, în ciuda acordării unei destul de mari importanțe perioadei de stabilizare a greutății, se pare că acest lucru nu se întâmplă întotdeauna. Există de altfel chiar un studiu efectuat pe 5000 de persoane care au slăbit cu ajutorul regimului Dukan, care demonstrează că 80% dintre acestea s-au îngrășat la loc ulterior încheierii regimului**. 
O altă problemă ridicată de specialiști vizavi de dieta Dukan este aceea că pe parcursul urmării ei aportul de vitamine, minerale și fibre nu acoperă necesarul de nutrienți al organismului***. 
British Dieting Association, citată de The Telegraph, afirma că “nu există niciun fel de știință în spatele acestei diete” nerecomandând excluderea a grupe întregi de nutrienți din alimentație, așa cum face și dieta Dukan****.